# Rzędziszowice
Rzędziszowice (niem. Paulwitz) – wieś w Polsce, położona w województwie dolnośląskim, w powiecie trzebnickim, w gminie Zawonia.
W latach 1975–1998 wieś administracyjnie należała do województwa wrocławskiego.

## Integralne części wsi
| SIMC    | Nazwa  | Rodzaj     |
| ------- | ------ | ---------- |
| 0883784 | Kopiec | przysiółek |

## Zabytki
Do wojewódzkiego rejestru zabytków wpisany jest:
- zespół pałacowy, z drugiej połowy XIX w.:
  - pałac, zbudowany w latach 1880–1890. Wzniesiony w stylu neobarokowym. Budynek jest murowany, czworoboczny, dwutraktatowy, piętrowy, nakryty dachem czterospadowym łamanym z lukarnami
  - park